# Hypenagonia
Hypenagonia là một chi bướm đêm thuộc họ Erebidae.

## Các loài
- Hypenagonia mesoscia Turner, 1933
- Hypenagonia vexataria Walker, 1861